# Bronisław Rudak
Bronisław Jan Rudak (ur. 2 września 1953) – polski astronom, profesor doktor habilitowany.

## Życiorys
Ukończył studia astronomiczne na Uniwersytecie Mikołaja Kopernika w Toruniu w 1977 roku. Doktorat z astrofizyki, habilitacja – 1996, tytuł profesorski otrzymał w 2006 roku. Obecnie pracuje jako profesor zwyczajny i zastępca dyrektora w Centrum Astronomicznym im. Mikołaja Kopernika Polskiej Akademii Nauk w Toruniu. Interesuje się głównie gwiazdami neutronowymi i pulsarami.

## Niektóre publikacje naukowe
- 2008, Double notches: a zoom into the microphysics of coherent radio emission from pulsars, AIP Conference Proceedings, 983, 148–150, Bronisław Jan Rudak, Jarosław  Dyks, Rankin J.M.
- 2008, High-energy polarisation of pulsars – observations vs. models, AIP Conference Proceedings, 983, 142–144, Bronisław Jan Rudak, Słowikowska A., Kanbach G.
- 2007, A model for double notches and bifurcated components in radio profiles of pulsars and magnetars. Evidence for the parallel acceleration maser in pulsar magnetosphere, A;A, 465, 981–991, Bronisław Jan Rudak, Jarosław  Dyks, Agnieszka  Słowikowska,